# Recesvinto Casero Úbeda
Recesvinto Casero Úbeda más conocido como Reces (Alcázar de San Juan, provincia de Ciudad Real, España, 20 de marzo de 1962) es un exfutbolista español. Jugó como delantero en Primera División en el Hércules Club de Fútbol y Real Murcia Club de Fútbol, además de ser internacional con la Selección de fútbol sub-21 de España.

## Trayectoria
Reces se inició en el fútbol en la escuela del Alcázar OJE con el que consiguió ser campeón provincial en infantiles en dos ocasiones. Con el Gimnástico de Alcázar debutó con 15 años en Tercera División frente al Imperio Elipa en octubre de 1977. El Alicante Club de Fútbol lo fichó en 1978, donde primeramente jugó en Liga Nacional Juvenil con el Pingüinos Salesianos, equipo con el que mantenía acuerdo de colaboración. Una temporada más tarde jugó con el Alicante en Tercera División, donde sus buenas actuaciones sumadas a los goles, hicieron que el seleccionador Jesús Pereda le convocara para la Selección española juvenil. Debutó con La roja en Badajoz frente a la selección de Portugal en enero de 1980. Reces jugó un total de 8 partidos defendiendo España.
En la temporada 1980/81 el Hércules Club de Fútbol lo fichó con un coste de 11 millones de pesetas. En el Hércules cuajó un notable rendimiento en todas sus temporadas, 4 de ellas en Primera División. Posteriormente jugó con el Real Murcia, donde en una de las campañas lo hizo en la máxima categoría. En la temporada 1989/90 mientras defendía la camiseta del Xerez Club Deportivo en Segunda División, con 28 años de edad tuvo que retirarse definitivamente del fútbol por una grave lesión de menisco.
Después de muchos años alejado del césped, en la temporada 17/18 asume el reto de dirigir el área deportiva del histórico club Alicantino SCD San Blas.

## Clubes
| Club                     | País   | Año       |
| ------------------------ | ------ | --------- |
| C. F. Gimnástico Alcázar | España | 1977-1978 |
| Pingüinos Salesianos     | España | 1978-1979 |
| Alicante C. F.           | España | 1979-1980 |
| Hércules C. F.           | España | 1980-1987 |
| Real Murcia C. F.        | España | 1987-1989 |
| Xerez C. D.              | España | 1989-1990 |